# クラウディオ・メールロ
クラウディオ・メールロ（Claudio Merulo、メルロッティ（Merlotti）、メルルス（Merulus）、クラウディオ・ダ・コレッジオ（Claudio da Correggio）とも、1533年4月8日 – 1604年5月4日）はルネサンス時代に活躍したイタリアの作曲家、出版者、オルガン奏者。独創的な鍵盤曲やヴェネツィア式のコーリ・スペッツァーティ様式の合唱曲で知られる。コッレッジョに生まれ、パルマに没す。もとの姓はメルロッティ（小さなクロウタドリの意）であったが、ヴェネツィアの文化サロンで有名になった後、ラテン語風のメールロに改名した。

## 生涯
メールロの若い頃についてはほとんど知られておらず、わずかにコレッジョで、著名なマドリガーレ作曲家トゥグデュアル・メノンとオルガン奏者のジローラモ・ドナートに師事したということがわかっている程度である。洗礼記録の次に残る彼の名前を記した記録は、1555年にヴェネツィアでアントニオ・ザンターニのために行った法廷証言の記録である。ここから、彼がこの時期にすでにヴェネツィアの有力者と近い位置にあったことが知られる。おそらく、サン・マルコ寺院にてジョゼッフォ・ツァルリーノのもとで学んでいたと考えられているが、このことを証明する記録は一切残っていない。またヴェネツィア時代にコスタンツォ・ポルタと近しくなったと考えられ、この友情は生涯にわたって変わることがなかった。その後、1556年10月21日にメールロはブレシアの聖堂（Duomo Vecchio）にオルガニストとして職を得ている。そして1557年にイタリアにおける最も権威あるオルガン奏者の地位といえるサン・マルコ寺院のオルガン奏者に任命された。このことから彼のオルガン演奏の技術はきわめて高かったことが知られる。
ブレシアに職を得てから一年もたたないうちにサン・マルコのオルガニストとなったのは、彼の技術が高く、またヴェネツィアの有力者とも懇意であったことによるのであろう。この時、彼がアンドレーア・ガブリエーリを抑えてこの地位を勝ち得たことは、彼の技術の高さを証明している。ただし、サン・マルコには当時2つのオルガンがあり、この時メールロが任命されたのは小さい方の第2オルガンで、第1オルガンの奏者にはアンニーバレ・パドヴァーノが留まっている。
1566年、パドヴァーノがヴェネツィアを去ると、メールロは第1オルガン奏者に昇格し、アンドレーア・ガブリエーリが第2オルガン奏者に就任した。1560年代から70年代にかけて、メールロは全ヨーロッパで最も権威あるオルガン奏者となり、また作曲家としても北イタリアで最も力のある存在となっていた。トスカーナ大公フランチェスコ・デ・メディチの長年の愛人ビアンカ・カッペッロとの結婚式（1579年）にはヴェネツィア共和国の特使に任命され、またフランス王アンリ3世がヴェネツィアを来訪（1574年）した際には祝祭音楽を作曲している。1576年、1580年にフェラーラを訪れている。1583年に妻バルバラを亡くす。
1584年、メールロは突然ヴェネツィアの職を辞した。その理由は不明である。ヴェネツィアでは報酬もよく、彼の評判もすこぶる高かったし、サン・マルコ寺院はオルガニストにとってもっとも名誉ある職場の一つであった。しかし、事実として1584年12月には、パルマのファルネーゼ家の宮廷の支払記録に彼の名前が記されているのである。果たして、彼を獲得するためにファルネーゼ公オッターヴィオが莫大な金額を積んだのであろうか。またパルマに至る前に、マントヴァでも職を得ていた時期があるのではないかとする説もあるが、これは今のところ証明する記録がないままである。
唯一明らかなことは、1586年に、メールロが新任のパルマ公アレッサンドロ・ファルネーゼにパルマでの雇用を続けてくれるよう嘆願の手紙を記していることである。同年のオッターヴィオが亡くなった直後の記録は欠けているが、この間メールロがパルマにずっといたと考えるのが今のところ自然であろう。
1587年、メールロはパルマの聖堂のオルガン奏者に任命され、1591年からはステッカータの聖母マリア教会のオルガニストも兼任している。1593年に、メールロは聖母マリア教会のオルガン（1573年ベネデット・アンテニャティ）を、ブレシアの偉大なオルガン製作家一族の末裔であったコスタンツォ・アンテニャティに命じて改変を加えたことが知られている。このことは、メールロの音楽を考える上で重要な出来事である。おそらく、メールロはヴェネツィアで得た経験をもとに、彼の新しい作曲法を実現するためにオルガンの改変を求めたのだろうと考えられるからである。
ボローニャ派の画家アゴスティーノ・カラッチと交友があったことが知られている。
メールロは晩年、ヴェネツィアやローマを幾度か訪れ、2冊の「オルガンのためのトッカータ」（Toccate per organo）を出版している。
1588年7月10日、聖ステファノ教会で、パルマの裕福な家のアマビリア・バンツォーラと再婚している。
1604年5月4日、パルマにて没す。妻アマビリア・バンツォーラと娘アウレリア・マリアが後に残された。葬儀は5月14日に行われ、メールロの墓はパルマ大聖堂、チプリアーノ・デ・ローレの近くにある。

## 作品と影響
クラウディオ・メールロは鍵盤作品でよく知られている。特にトッカータはその独創性が高く評価される。メールロは、初めて対位法的部分と、経過的なパッセージワークの部分をはっきりと対比させた作曲法を用いた人物である。またトッカータやカンツォーナ的な作品のなかに、リチェルカーレ的な部分を挿入することもよく行っている。（16世紀後半において、これらの用語が指し示す様式は作曲家によって相当に異なり、厳密に定義することはできない）。鍵盤作品の多くは、ポリフォニーの声楽曲の編曲のような感じで始まり、次第に装飾が付け加わっていき、最後には高度に技巧的なパッセージを極めていく、という展開をとる。後期の作品では、バロック音楽以降の重要な技法であるモチーフに近いような装飾技法をも展開している。またメールロはしばしば声部進行の規則を無視し、当時の鍵盤曲の流行よりも、後期マドリガーレ作曲家たちの技法に近いような豊かな表情を追求している。
メールロの鍵盤曲は大きな影響力をもっており、その影響はヤン・ピーテルスゾーン・スウェーリンクやジローラモ・フレスコバルディらの作品にみることができる。そしてスウェーリンクが教師としてきわめて大きな影響力を持っていたために、ヨハン・ゼバスティアン・バッハに結実することになる北部ドイツのオルガン演奏家たちの系譜は、メールロの生み出した技法に連なるということができるのである。
ジローラモ・ディルータによる著名な鍵盤演奏法についての論著「トランシルヴァニア人」（Il Transilvano、1593年）は、メールロに献呈されており、メールロがルネサンスの鍵盤奏者の第一人者とみなされたことの象徴となっている。
メールロはその器楽作品の影響の大きさ故に忘れられがちであるが、マドリガーレ作曲家としても重要な存在である。彼は今日の分類ではヴェネツィア楽派に属す、声楽曲の作曲家でもあり、ガブリエーリ式の複合唱のためのモテットなども書いている。また5声のためのマドリガーレ集を2冊（1566年と1604年）、4声のため（1579年）と3声のため（1580）を各1冊出版している。